# النيل جاين
النيل جاين (بالإنجليزية: Neel Jani)‏ (و. 1983  م) هو سائق سيارة سباق سويسري، شارك في 2012 Drivers' World Endurance Championship ‏، و2015 FIA World Endurance Drivers' Championship ‏، و2014 FIA World Endurance Drivers' Championship ‏، ولو مان 24 ساعة.

## روابط خارجية
- النيل جاين على موقع Racing-Reference.info (الإنجليزية)
- النيل جاين على موقع DriverDB.com (الإنجليزية)